# العلاقات الأوزبكستانية التشيكية
العلاقات الأوزبكستانية التشيكية هي العلاقات الثنائية التي تجمع بين أوزبكستان والتشيك.

## مقارنة بين البلدين
هذه مقارنة عامة ومرجعية للدولتين:
| وجه المقارنة                                              | أوزبكستان       | التشيك                                                                            |
| --------------------------------------------------------- | --------------- | --------------------------------------------------------------------------------- |
| المساحة (كم2)                                             | 448.98 ألف      | 78.87 ألف                                                                         |
| عدد السكان (نسمة)                                         | 32.39 مليون     | 10.52 مليون                                                                       |
| الكثافة السكانية (ن./كم²)                                 | 72.14           | 133.38                                                                            |
| العاصمة                                                   | طشقند           | براغ                                                                              |
| اللغة الرسمية                                             | اللغة الأوزبكية | اللغة التشيكية                                                                    |
| العملة                                                    | سوم أوزبكستاني  | كرونة تشيكية، كرونة تشيكوسلوفاكية                                                 |
| الناتج المحلي الإجمالي (بليون دولار)                      | 48.72 مليار     | 215.73 مليار                                                                      |
| الناتج المحلي الإجمالي (تعادل القوة الشرائية) بليون دولار | 190.50 مليار    | 356.15 مليار                                                                      |
| الناتج المحلي الإجمالي الاسمي للفرد دولار أمريكي          | 2.13 ألف        | 17.55 ألف                                                                         |
| الناتج المحلي الإجمالي للفرد دولار أمريكي                 | 5.57 ألف        | 31.19 ألف                                                                         |
| مؤشر التنمية البشرية                                      | 0.675           | 0.878                                                                             |
| رمز المكالمات الدولي                                      | +998            | +420                                                                              |
| رمز الإنترنت                                              | .uz             | .cz                                                                               |
| المنطقة الزمنية                                           | ت ع م+05:00     | ت ع م+01:00، ت ع م+02:00، توقيت وسط أوروبا، توقيت وسط أوروبا الصيفي، أوروبا/براغ ‏ |

## منظمات دولية مشتركة
يشترك البلدان في عضوية مجموعة من المنظمات الدولية، منها:
| علم المنظمة | اسم المنظمة                               | تاريخ انضمام أوزبكستان | تاريخ انضمام التشيك |
| ----------- | ----------------------------------------- | ---------------------- | ------------------- |
|             | مؤسسة التنمية الدولية                     | 24 سبتمبر 1992         | 1993                |
|             | منظمة الأمن والتعاون في أوروبا            | 30 يناير 1992          | 1993                |
|             | مؤسسة التمويل الدولية                     | 30 سبتمبر 1993         | 1993                |
|             | منظمة حظر الأسلحة الكيميائية              | ?                      | ?                   |
|             | الأمم المتحدة                             | 2 مارس 1992            | 19 يناير 1993       |
|             | الاتحاد الدولي للاتصالات                  | 10 يوليو 1992          | 1993                |
|             | منظمة الشرطة الجنائية الدولية             | ?                      | ?                   |
|             | البنك الدولي للإنشاء والتعمير             | 21 سبتمبر 1992         | 1993                |
|             | الاتحاد البريدي العالمي                   | ?                      | ?                   |
|             | المركز الدولي لتسوية المنازعات الاستشارية | 25 أغسطس 1995          | 22 أبريل 1993       |
|             | وكالة ضمان الاستثمار متعدد الأطراف        | 4 نوفمبر 1993          | 1993                |
|             | يونسكو                                    | 26 أكتوبر 1993         | 22 فبراير 1993      |
|             | الفريق المعني برصد الأرض                  | ?                      | ?                   |

## وصلات خارجية
- موقع وزارة الخارجية الأوزبكستانية
- موقع وزارة الخارجية التشيكية